# Jaméricourt
Jaméricourt település Franciaországban, Oise megyében. Lakosainak száma 309 fő (2022. január 1.). Jaméricourt Boutencourt, Chaumont-en-Vexin, Énencourt-Léage, Thibivillers és Trie-la-Ville községekkel határos.

## Népesség
A település népességének változása:
| Lakosok száma | 313  | 318  | 325  | 322  | 321  | 322  | 324  | 316  | 309  |
|               | 2013 | 2015 | 2016 | 2017 | 2018 | 2019 | 2020 | 2021 | 2022 |